# Линия Бродвея и Седьмой авеню, Ай-ар-ти
IRT Broadway — Seventh Avenue Line (также известна как West Side Line Line) — линия дивизиона IRT Нью-Йоркского метро.
Строилась с 1904 по 1919 год. Первый участок линии (от 157th Street до Times Square — 42nd Street) был открыт в составе первой подземной линии метрополитена Нью-Йорка, в отдельную линию была выделена 1 августа 1918 года.
Используется круглосуточно маршрутами 1, 2 и 3. Линия считается «стволовой»: маршруты 1, 2 и 3, проходящие по ней, обозначаются красным цветом.
Время движения от Van Cortlandt Park — 242nd Street до South Ferry 52 минуты (по 1).
Линия четырёхпутная на участке, который используется всеми тремя маршрутами (от 96th Street до Chambers Street), двухпутная на остальных участках.

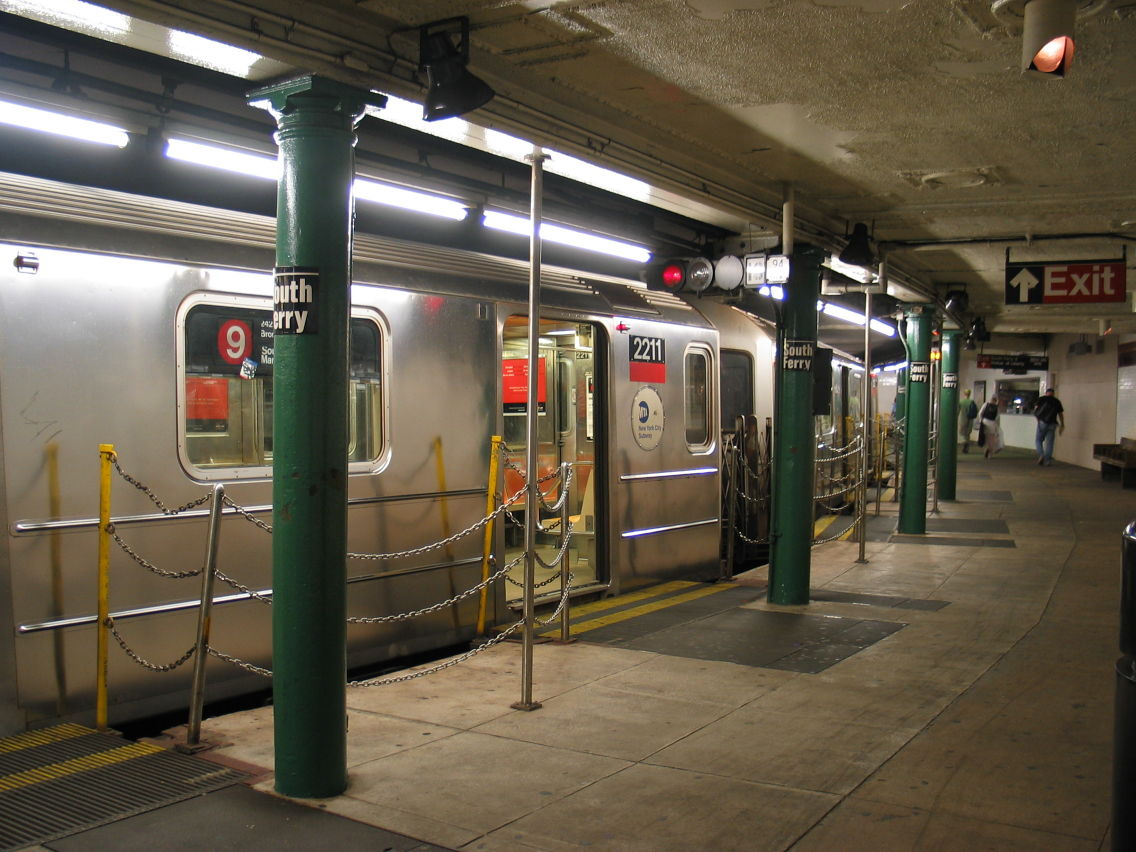
Станция South Ferry, закрытая в 2009 году и временно открытая вновь в 2013
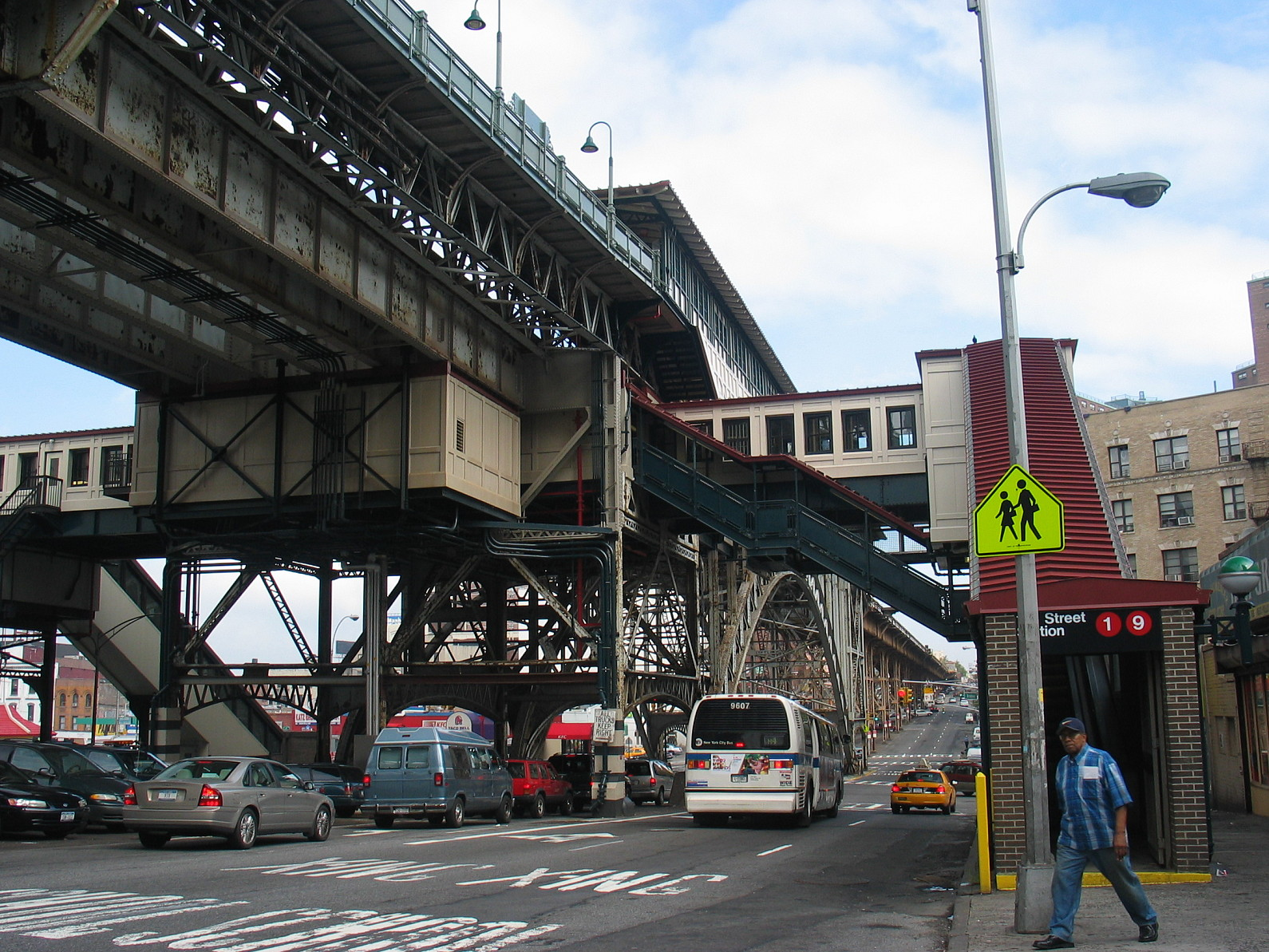
Станция 125th Street

## Список станций
Проходящие по линии маршруты в зависимости от дня недели и времени суток
| Дайкман-стрит — 157-я улица | Круглосуточно |
| --------------------------- | ------------- |
| Локальные пути              | 1             |

| 96-я улица — 34-я улица — Пенсильванский вокзал | День + вечер + выходные | Ночь  |
| ----------------------------------------------- | ----------------------- | ----- |
| Экспресс-пути                                   | 2 · 3                   | 3     |
| Локальные пути                                  | 1                       | 1 · 2 |

| 28-я улица — Чеймберс-стрит | День + вечер + выходные | Ночь  |
| --------------------------- | ----------------------- | ----- |
| Экспресс-пути               | 2 · 3                   | —     |
| Локальные пути              | 1                       | 1 · 2 |

| ВТЦ Кортландт — Саут-Ферри | Круглосуточно |
| -------------------------- | ------------- |
| Локальные пути             | 1             |

| Парк-Плейс — Боро-холл | День + вечер + выходные | Ночь |
| ---------------------- | ----------------------- | ---- |
| Локальные пути         | 2 · 3                   | 2    |

| Условные обозначения |
| для дней и часов работы маршрутов (более точно указано во всплывающих подсказках при этих обозначениях): |
| --- |
| круглосуточно круглосуточно, кроме ночи круглосуточно, кроме будней днём (либо часов пик) в пиковом направлении в будни днём (и, возможно, вечером) в будни круглосуточно в часы пик в будни днём (либо в часы пик) в пиковом направлении в будни днём (либо в часы пик) в направлении, обратном пиковому в выходные ночью ночью и в выходные (и, возможно, вечером) нет движения поездов |

| Марбл-Хилл (Metro-North)[англ.] |

| A — круглосуточно · A — круглосуточно · C — круглосуточно, кроме ночи · C — круглосуточно, кроме ночи | 168-я улица |

|  |  |                                                                               |
|  |  | 2 — круглосуточно · 2 — круглосуточно · 3 — круглосуточно · 3 — круглосуточно |
|  |  |                                                                               |

| A — круглосуточно · A — круглосуточно · B — в будни днём и вечером до 23:00 · B — в будни днём и вечером до 23:00 · C — круглосуточно, кроме ночи · C — круглосуточно, кроме ночи · D — круглосуточно · D — круглосуточно | 59-я улица — Колумбус-Серкл |

| 7 — круглосуточно · 7 — круглосуточно · <7> — в часы пик в пиковом направлении · <7> — в часы пик в пиковом направлении | Таймс-сквер                                  |
| A — круглосуточно · A — круглосуточно · C — круглосуточно, кроме ночи · C — круглосуточно, кроме ночи · E — круглосуточно · E — круглосуточно | 42-я улица — Автовокзал Портового управления |
| N — круглосуточно · N — круглосуточно · Q — круглосуточно · Q — круглосуточно · R — круглосуточно, кроме ночи · R — круглосуточно, кроме ночи · W — в будни днём и вечером до 23:00 · W — в будни днём и вечером до 23:00                                                                             | Таймс-сквер — 42-я улица                     |
| S (челнок 42-й улицы) — круглосуточно, кроме ночи · S (челнок 42-й улицы) — круглосуточно, кроме ночи | Таймс-сквер                                  |
| 7 — круглосуточно · 7 — круглосуточно · <7> — в часы пик в пиковом направлении · <7> — в часы пик в пиковом направлении | Пятая авеню                                  |
| B — в будни днём и вечером до 23:00 · B — в будни днём и вечером до 23:00 · D — круглосуточно · D — круглосуточно · F — круглосуточно · F — круглосуточно · <F> — в часы пик в пиковом направлении · <F> — в часы пик в пиковом направлении · M — в будни днём и вечером · M — в будни днём и вечером | 42-я улица — Брайант-парк                    |
| автовокзал Портового управления[англ.] |                                              |

| Пенсильванский вокзал |

| F — круглосуточно · F — круглосуточно · <F> — в часы пик в пиковом направлении · <F> — в часы пик в пиковом направлении · M — в будни днём и вечером · M — в будни днём и вечером | 14-я улица   |
| L — круглосуточно · L — круглосуточно | Шестая авеню |
| 14-я улица (PATH)[англ.] |              |

| Кристофер-стрит (PATH)[англ.] |

| Марбл-Хилл (Metro-North)[англ.] |

| A — круглосуточно · A — круглосуточно · C — круглосуточно, кроме ночи · C — круглосуточно, кроме ночи | 168-я улица |

|  |  |                                                                               |
|  |  | 2 — круглосуточно · 2 — круглосуточно · 3 — круглосуточно · 3 — круглосуточно |
|  |  |                                                                               |

| A — круглосуточно · A — круглосуточно · B — в будни днём и вечером до 23:00 · B — в будни днём и вечером до 23:00 · C — круглосуточно, кроме ночи · C — круглосуточно, кроме ночи · D — круглосуточно · D — круглосуточно | 59-я улица — Колумбус-Серкл |

| 7 — круглосуточно · 7 — круглосуточно · <7> — в часы пик в пиковом направлении · <7> — в часы пик в пиковом направлении | Таймс-сквер                                  |
| A — круглосуточно · A — круглосуточно · C — круглосуточно, кроме ночи · C — круглосуточно, кроме ночи · E — круглосуточно · E — круглосуточно | 42-я улица — Автовокзал Портового управления |
| N — круглосуточно · N — круглосуточно · Q — круглосуточно · Q — круглосуточно · R — круглосуточно, кроме ночи · R — круглосуточно, кроме ночи · W — в будни днём и вечером до 23:00 · W — в будни днём и вечером до 23:00                                                                             | Таймс-сквер — 42-я улица                     |
| S (челнок 42-й улицы) — круглосуточно, кроме ночи · S (челнок 42-й улицы) — круглосуточно, кроме ночи | Таймс-сквер                                  |
| 7 — круглосуточно · 7 — круглосуточно · <7> — в часы пик в пиковом направлении · <7> — в часы пик в пиковом направлении | Пятая авеню                                  |
| B — в будни днём и вечером до 23:00 · B — в будни днём и вечером до 23:00 · D — круглосуточно · D — круглосуточно · F — круглосуточно · F — круглосуточно · <F> — в часы пик в пиковом направлении · <F> — в часы пик в пиковом направлении · M — в будни днём и вечером · M — в будни днём и вечером | 42-я улица — Брайант-парк                    |
| автовокзал Портового управления[англ.] |                                              |

| Пенсильванский вокзал |

| F — круглосуточно · F — круглосуточно · <F> — в часы пик в пиковом направлении · <F> — в часы пик в пиковом направлении · M — в будни днём и вечером · M — в будни днём и вечером | 14-я улица   |
| L — круглосуточно · L — круглосуточно | Шестая авеню |
| 14-я улица (PATH)[англ.] |              |

| Кристофер-стрит (PATH)[англ.] |

|  |  |

|  |

|  |  |

|  |

| Всемирный торговый центр (PATH)[англ.] |

| N — ночью · N — ночью · R — круглосуточно · R — круглосуточно · W — в будни днём и вечером до 23:00 · W — в будни днём и вечером до 23:00 | Уайтхолл-стрит — Саут-Ферри |
| терминал Уайтхолл[англ.] (Статен-Айленд Ферри)                                                                                            |                             |

| Всемирный торговый центр (PATH)[англ.] |

| N — ночью · N — ночью · R — круглосуточно · R — круглосуточно · W — в будни днём и вечером до 23:00 · W — в будни днём и вечером до 23:00 | Уайтхолл-стрит — Саут-Ферри |
| терминал Уайтхолл[англ.] (Статен-Айленд Ферри)                                                                                            |                             |

| A — круглосуточно · A — круглосуточно · C — круглосуточно, кроме ночи · C — круглосуточно, кроме ночи                                                             | Чеймберс-стрит           |
| E — круглосуточно · E — круглосуточно | Всемирный торговый центр |
| N — ночью · N — ночью · R — круглосуточно, кроме ночи · R — круглосуточно, кроме ночи · W — в будни днём и вечером до 23:00 · W — в будни днём и вечером до 23:00 | Кортландт-стрит          |
| Всемирный торговый центр (PATH)[англ.] |                          |

| 4 — круглосуточно · 4 — круглосуточно · 5 — круглосуточно, кроме ночи · 5 — круглосуточно, кроме ночи               | Фултон-стрит |
| A — круглосуточно · A — круглосуточно · C — круглосуточно, кроме ночи · C — круглосуточно, кроме ночи               | Фултон-стрит |
| J — круглосуточно · J — круглосуточно · Z — в часы пик в пиковом направлении · Z — в часы пик в пиковом направлении | Фултон-стрит |
| Всемирный торговый центр (PATH)[англ.]                                                                              |              |

| 4 — круглосуточно · 4 — круглосуточно · 5 — в будни днём · 5 — в будни днём                                                                                           | Боро-холл  |
| N — ночью · N — ночью · R — круглосуточно · R — круглосуточно · W — часть рейсов в часы пик в пиковом направлении · W — часть рейсов в часы пик в пиковом направлении | Корт-стрит |

| |  |  |
| 4 — круглосуточно · 4 — круглосуточно · 5 — в будни днём · 5 — в будни днём |  |  |
| |  |  |
| 2 — круглосуточно · 2 — круглосуточно · 3 — круглосуточно, кроме ночи · 3 — круглосуточно, кроме ночи · 4 — круглосуточно · 4 — круглосуточно · 5 — в будни днём · 5 — в будни днём |  |  |

| A — круглосуточно · A — круглосуточно · C — круглосуточно, кроме ночи · C — круглосуточно, кроме ночи                                                             | Чеймберс-стрит           |
| E — круглосуточно · E — круглосуточно | Всемирный торговый центр |
| N — ночью · N — ночью · R — круглосуточно, кроме ночи · R — круглосуточно, кроме ночи · W — в будни днём и вечером до 23:00 · W — в будни днём и вечером до 23:00 | Кортландт-стрит          |
| Всемирный торговый центр (PATH)[англ.] |                          |

| 4 — круглосуточно · 4 — круглосуточно · 5 — круглосуточно, кроме ночи · 5 — круглосуточно, кроме ночи               | Фултон-стрит |
| A — круглосуточно · A — круглосуточно · C — круглосуточно, кроме ночи · C — круглосуточно, кроме ночи               | Фултон-стрит |
| J — круглосуточно · J — круглосуточно · Z — в часы пик в пиковом направлении · Z — в часы пик в пиковом направлении | Фултон-стрит |
| Всемирный торговый центр (PATH)[англ.]                                                                              |              |

| 4 — круглосуточно · 4 — круглосуточно · 5 — в будни днём · 5 — в будни днём                                                                                           | Боро-холл  |
| N — ночью · N — ночью · R — круглосуточно · R — круглосуточно · W — часть рейсов в часы пик в пиковом направлении · W — часть рейсов в часы пик в пиковом направлении | Корт-стрит |

| |  |  |
| 4 — круглосуточно · 4 — круглосуточно · 5 — в будни днём · 5 — в будни днём |  |  |
| |  |  |
| 2 — круглосуточно · 2 — круглосуточно · 3 — круглосуточно, кроме ночи · 3 — круглосуточно, кроме ночи · 4 — круглосуточно · 4 — круглосуточно · 5 — в будни днём · 5 — в будни днём |  |  |